# Nieszawa

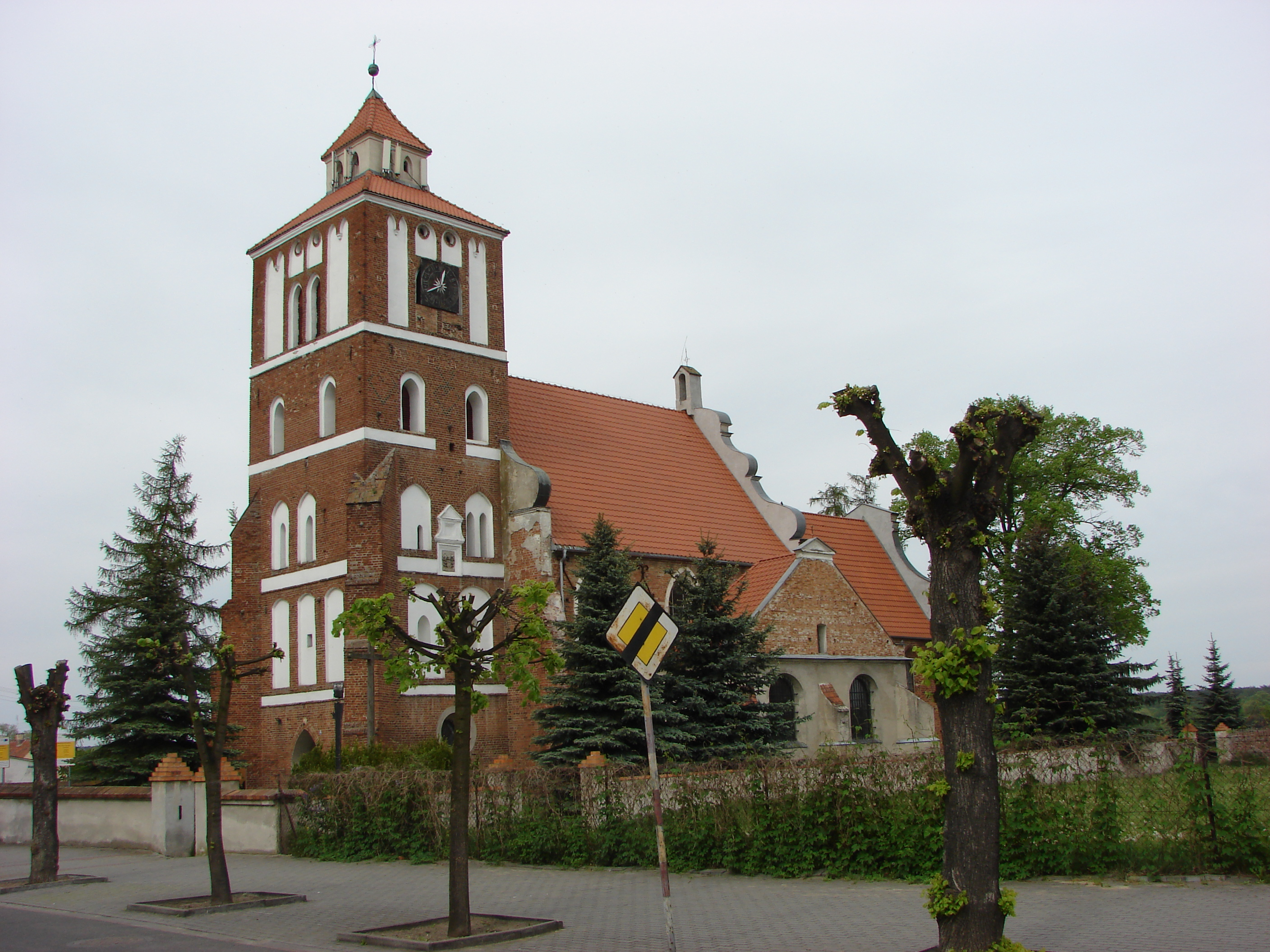
Hedwig Nhà thờ Saint, được xây dựng vào thế kỷ thứ mười lăm

Nieszawa là một thị trấn thuộc huyện Aleksandrowski, tỉnh Kujawsko-Pomorskie ở trung-bắc Ba Lan. Thị trấn có diện tích 10 km². Đến ngày 1 tháng 1 năm 2011, dân số của thị trấn là 1990 người và mật độ 203 người/km².